# En L'An 2000

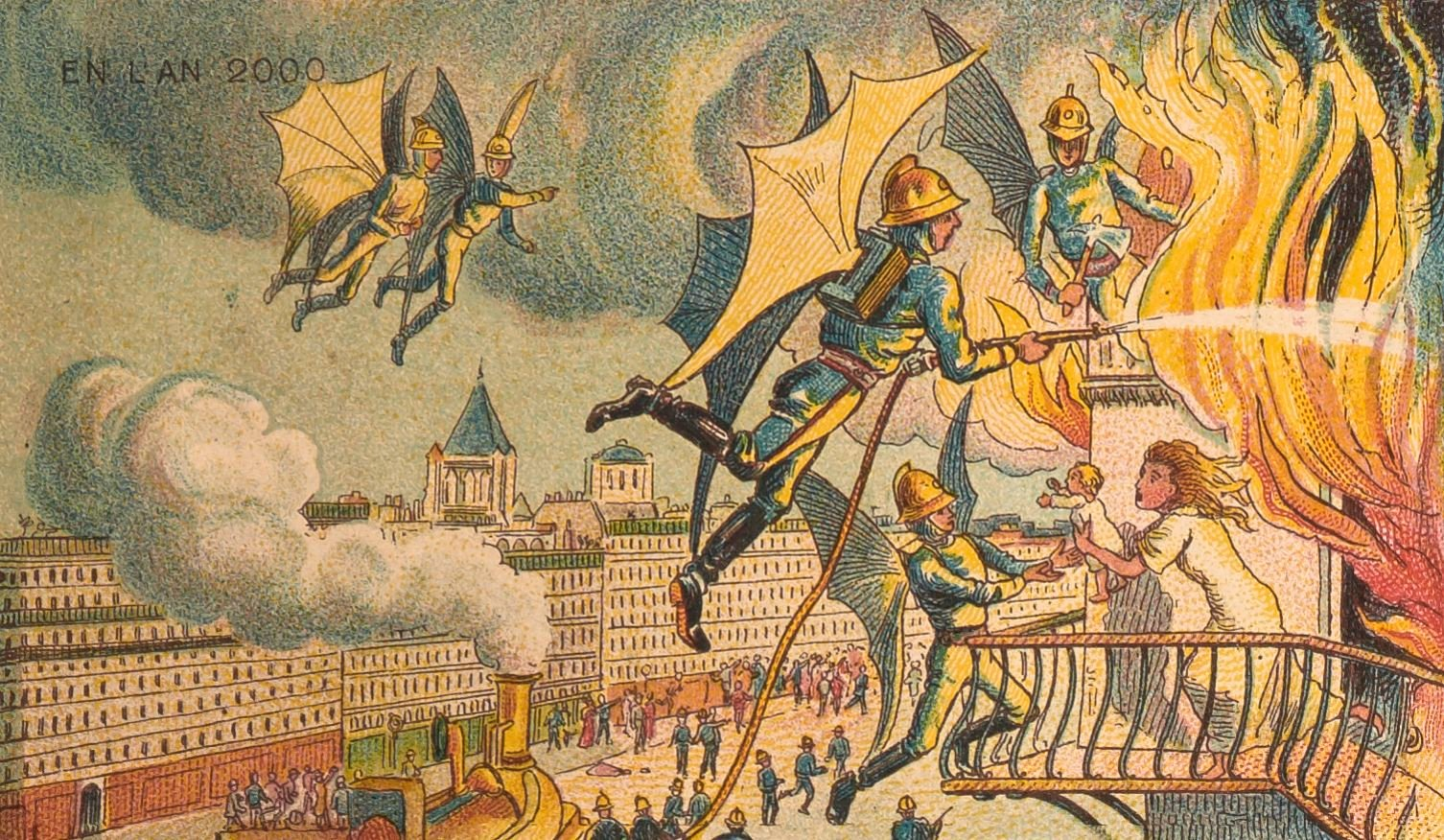
Повітряні пожежники. Зображення з поштової листівки.

En L'An 2000 (в 2000 році, також у вільному перекладі як Франція у 21 столітті) — французька серія картинок, що зображують уявлення про наукові досягнення в 2000 році. Принаймні 87 були зроблені художниками, включаючи Жан-Марка Коті. Вони були надруковані в 1899, 1900, 1901 і 1910 роках, спершу на папері, як вкладення до сигарних коробок, а пізніше як листівки. Перші листівки були виготовлені для Всесвітньої виставки 1900 року в Парижі, але так ніколи й не поширювались. Єдиний відомий набір листівок був придбаний письменником Айзеком Азімовим, згодом він був виданий окремою книгою Futuredays: A Nineteenth Century Vision of the Year 2000 (вид. Henry Holt and Company, 1986) з коментарями та аналізом Азімова.

## Галерея

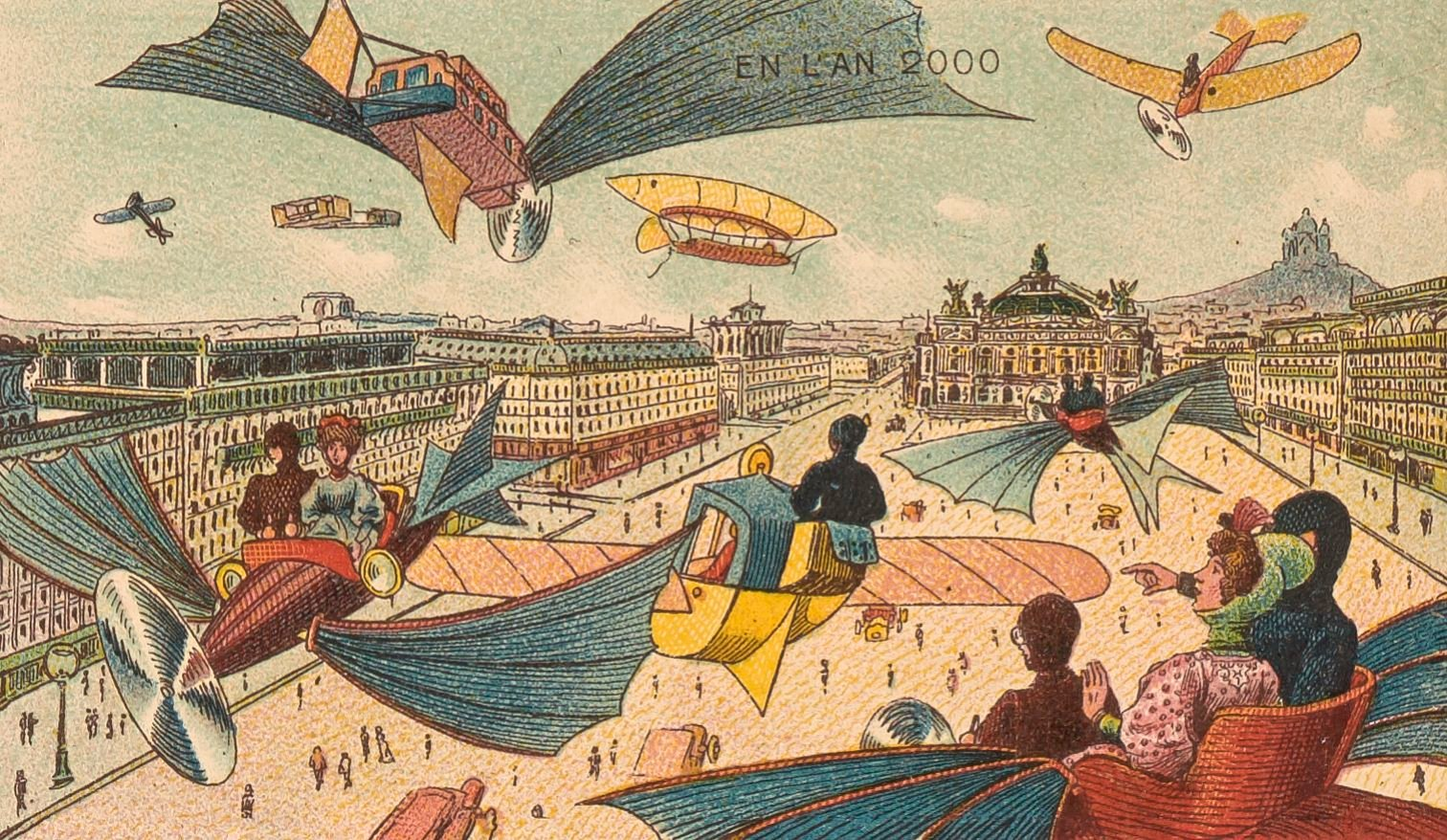
Оперний проспект
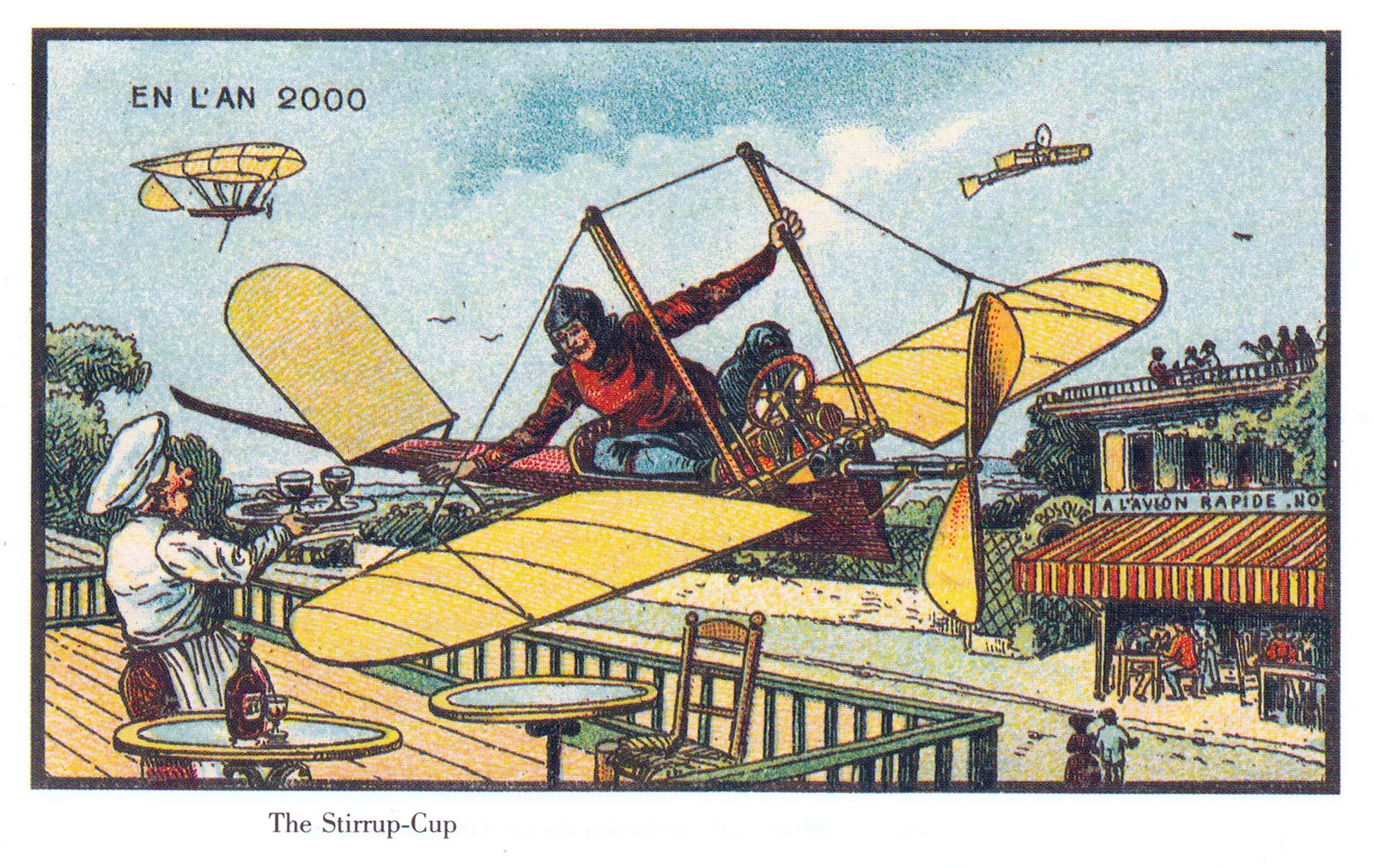
Повітряна чашка
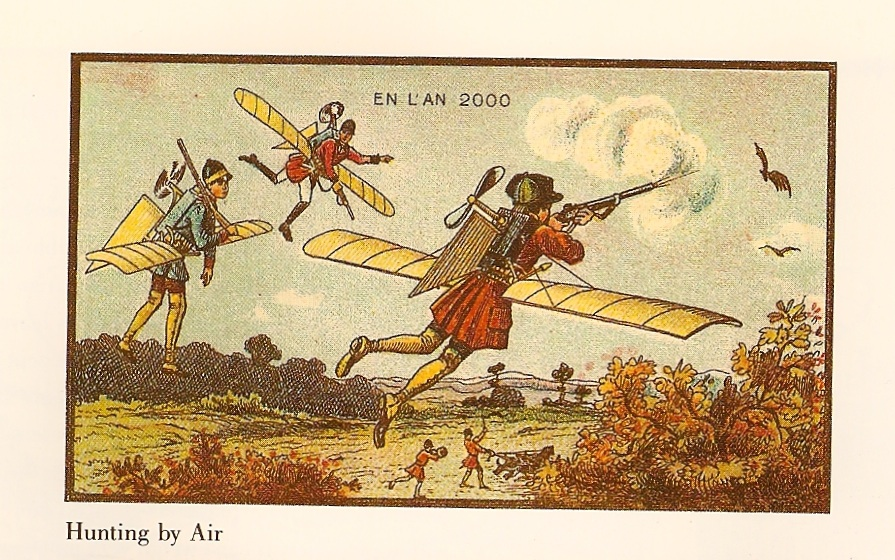
Повітряні мисливці
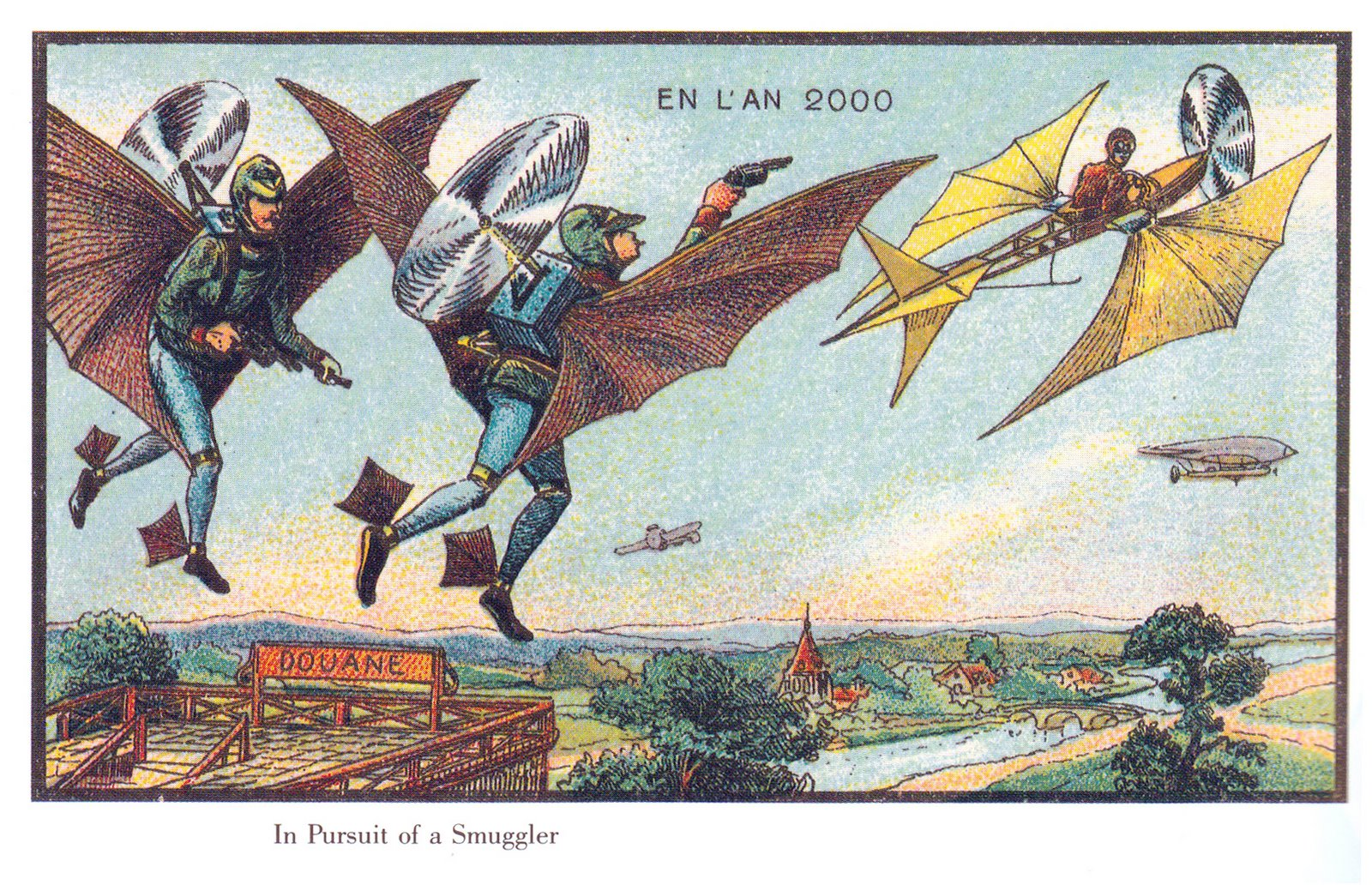
Повітряна поліція
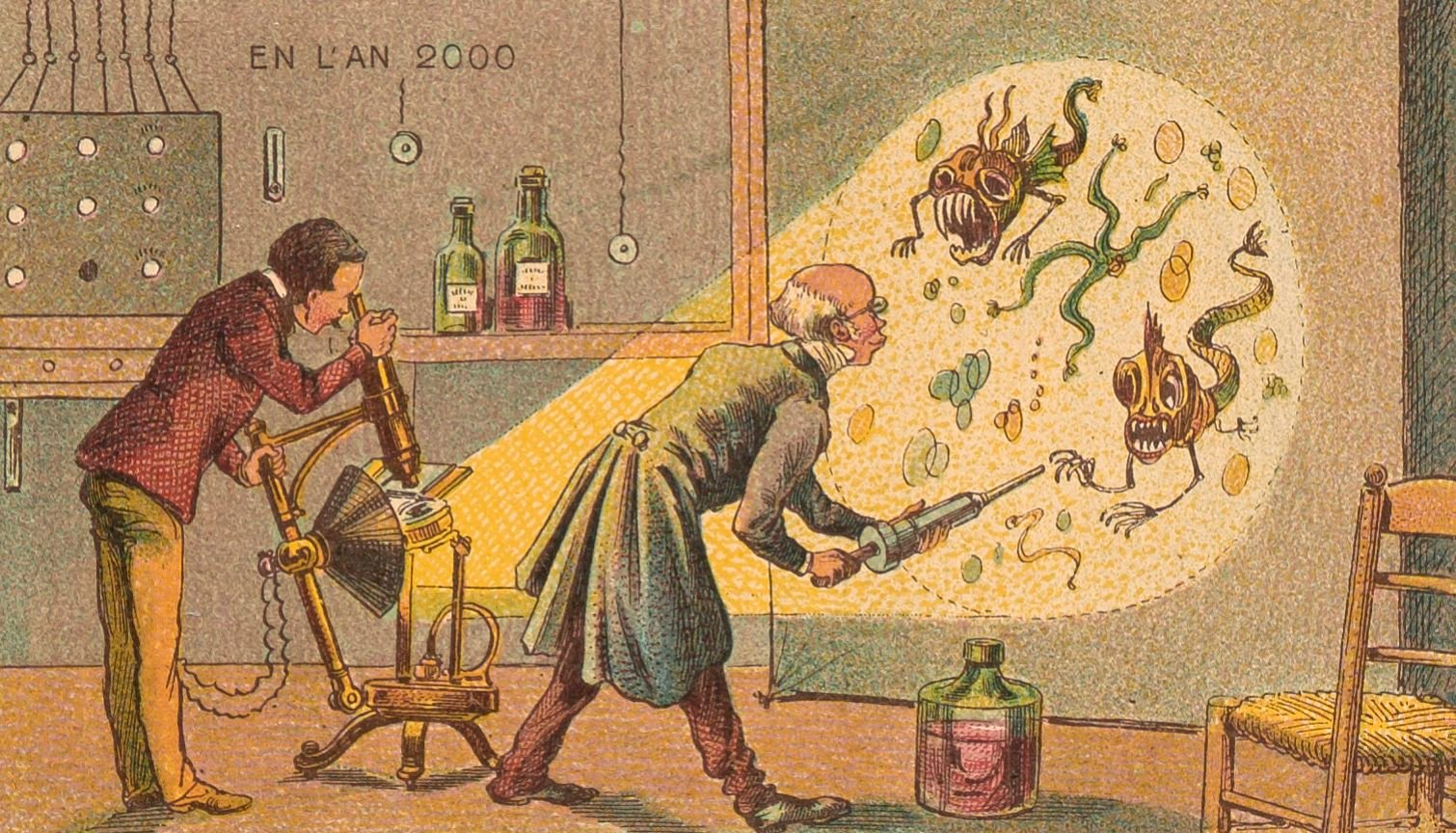
Дослідження мікробів
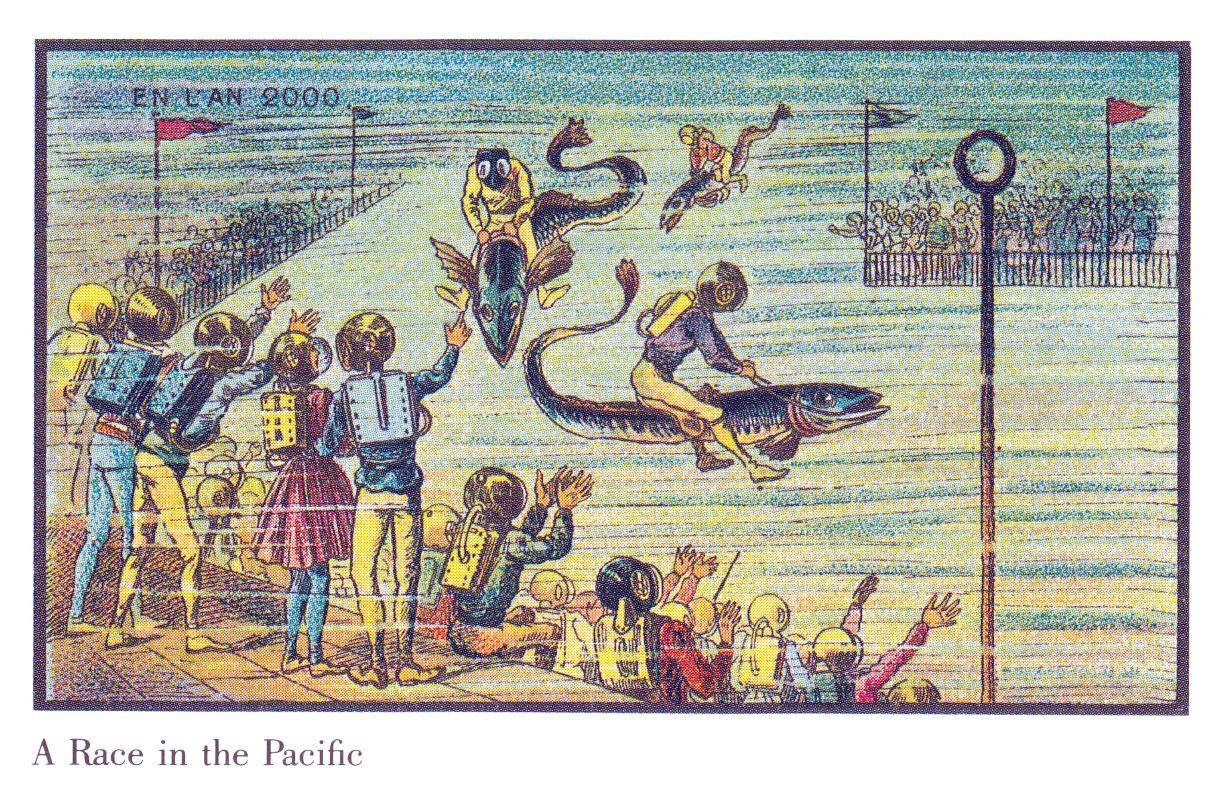
Перегони в Тихому океані
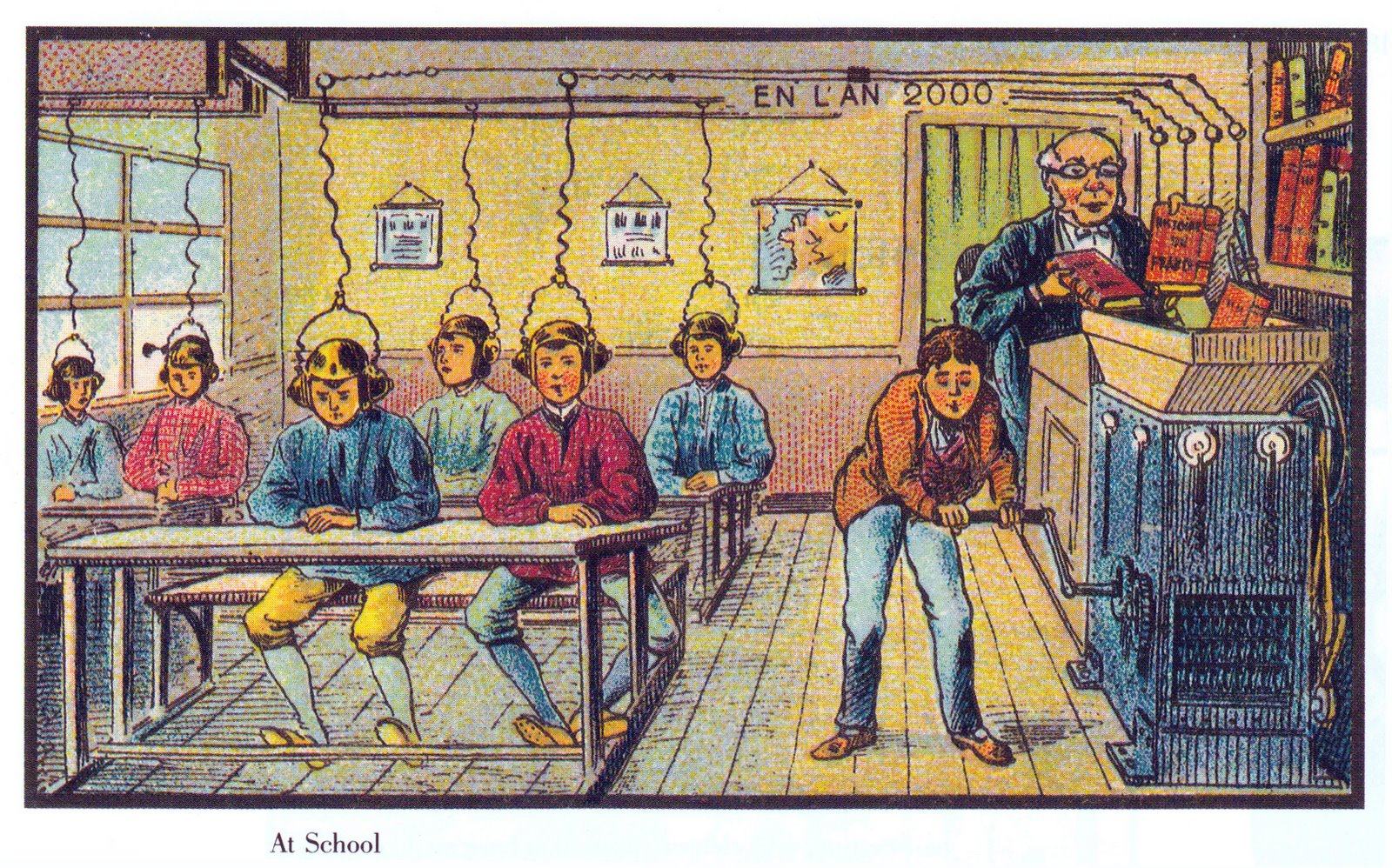
В школі
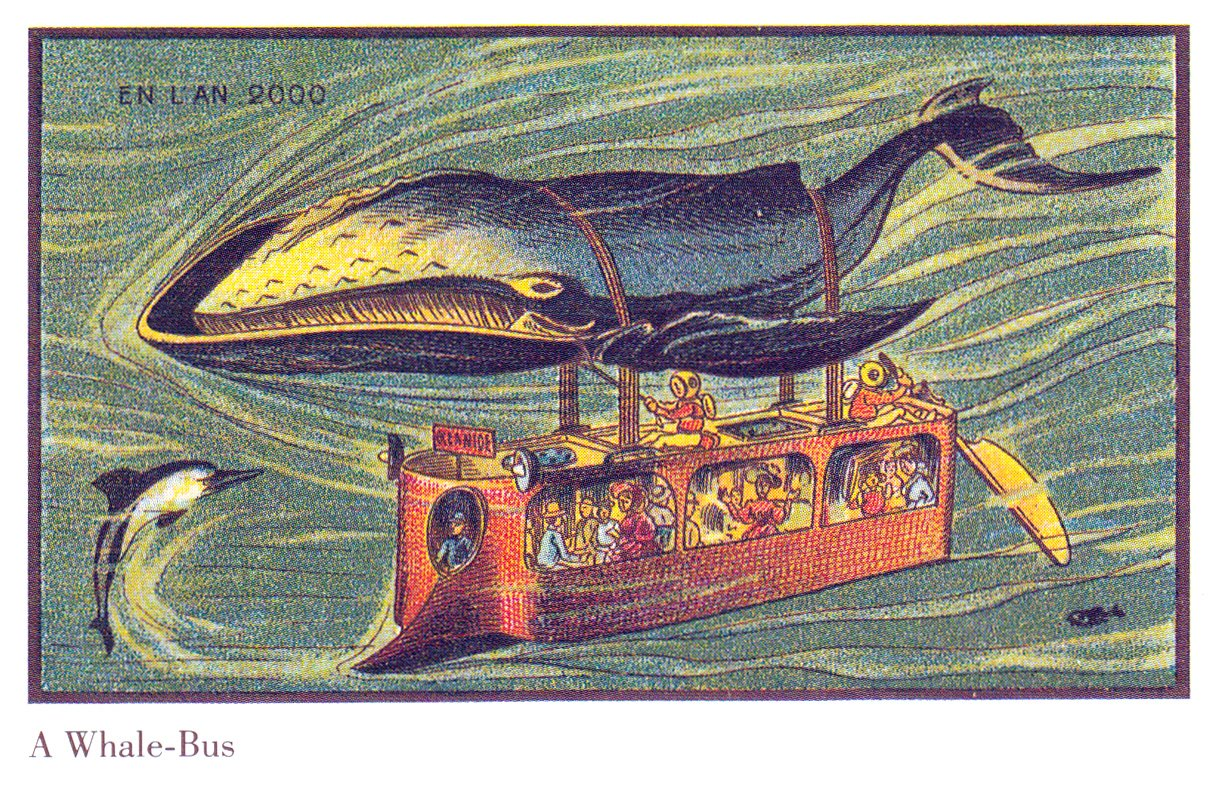
Китовий автобус
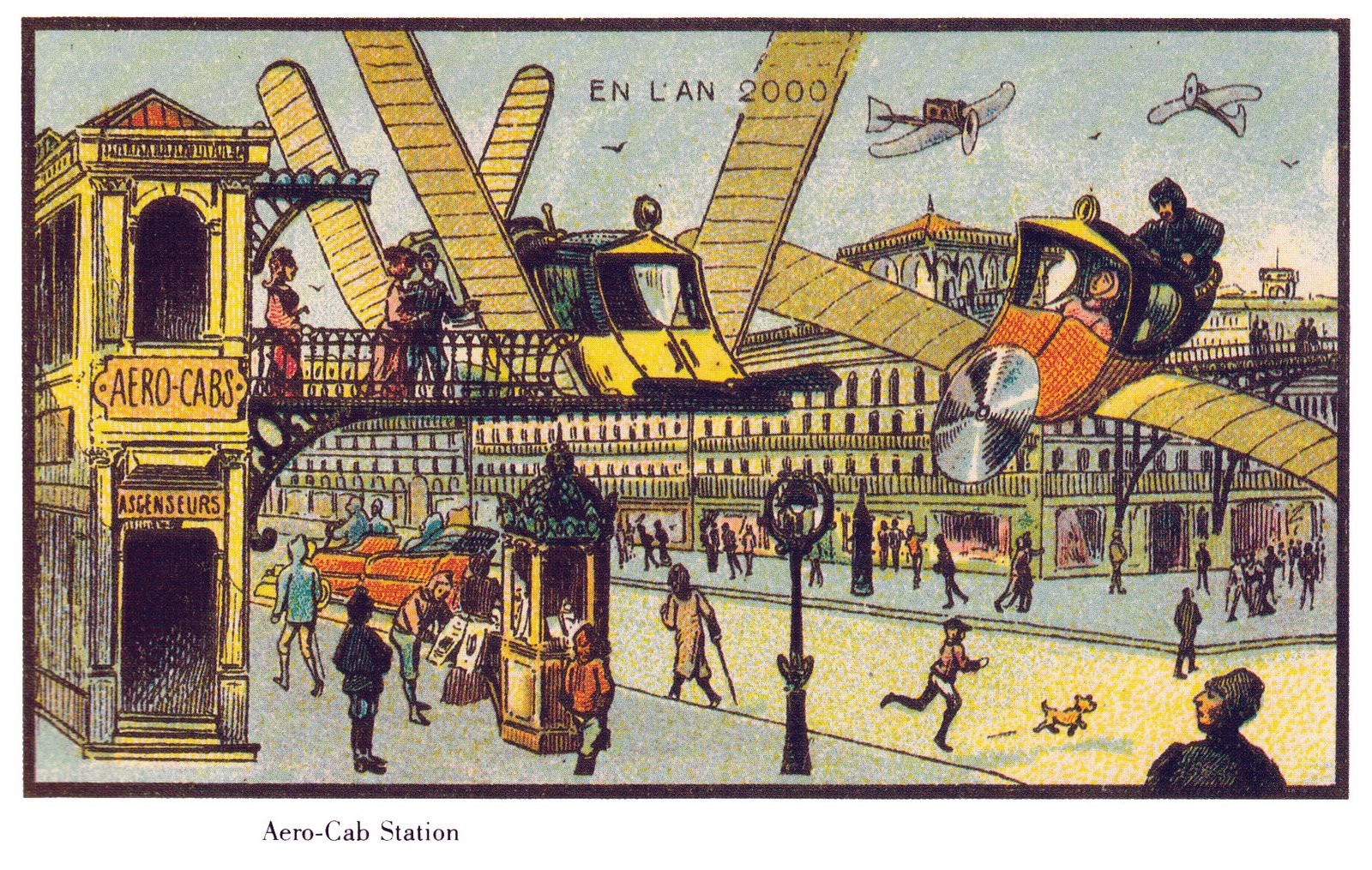
Вокзал повітряних карет
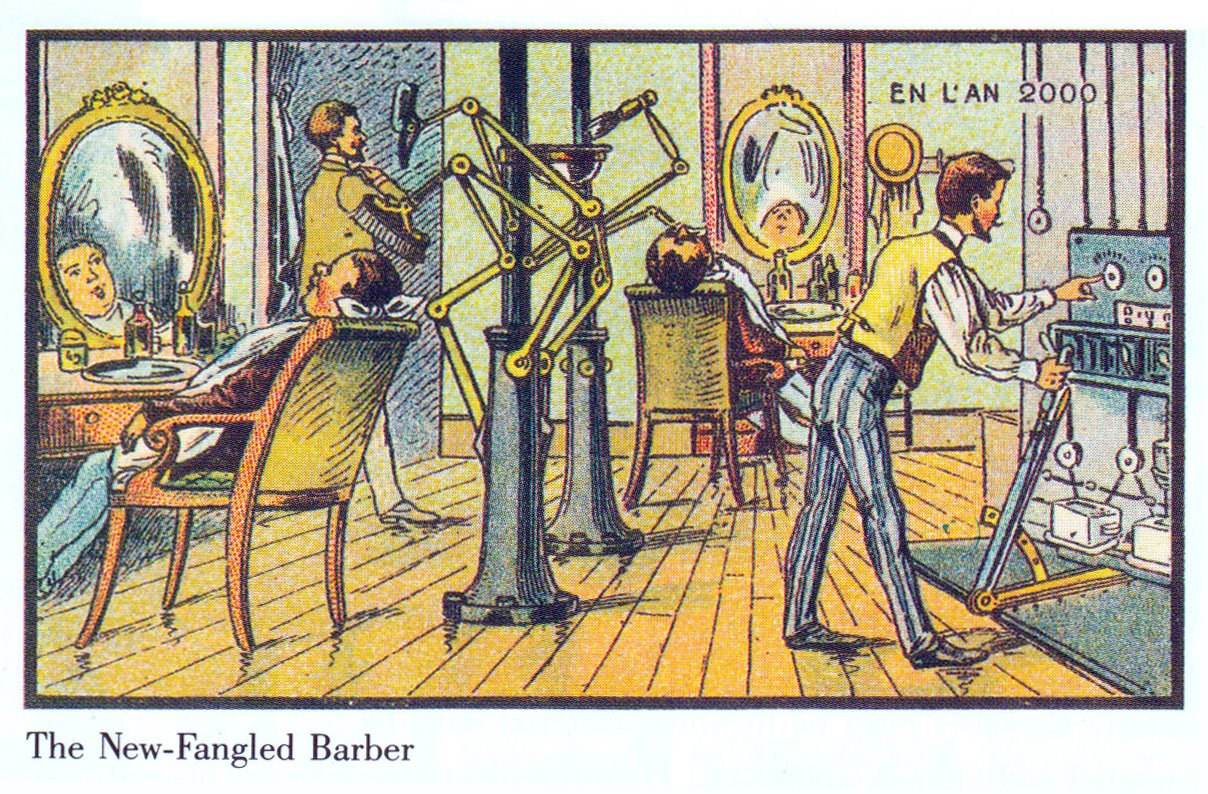
В перукарні
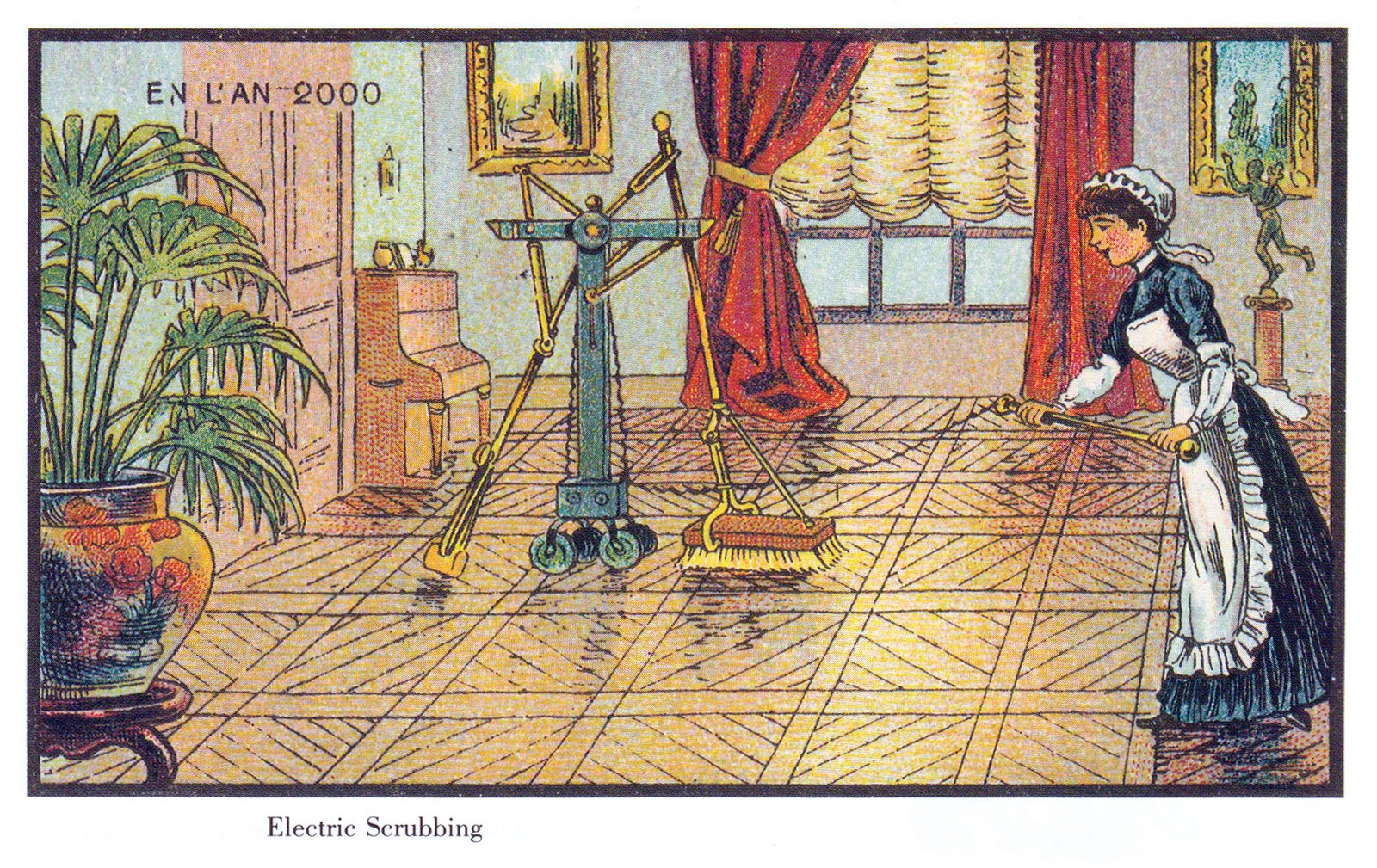
Електроприбиральник
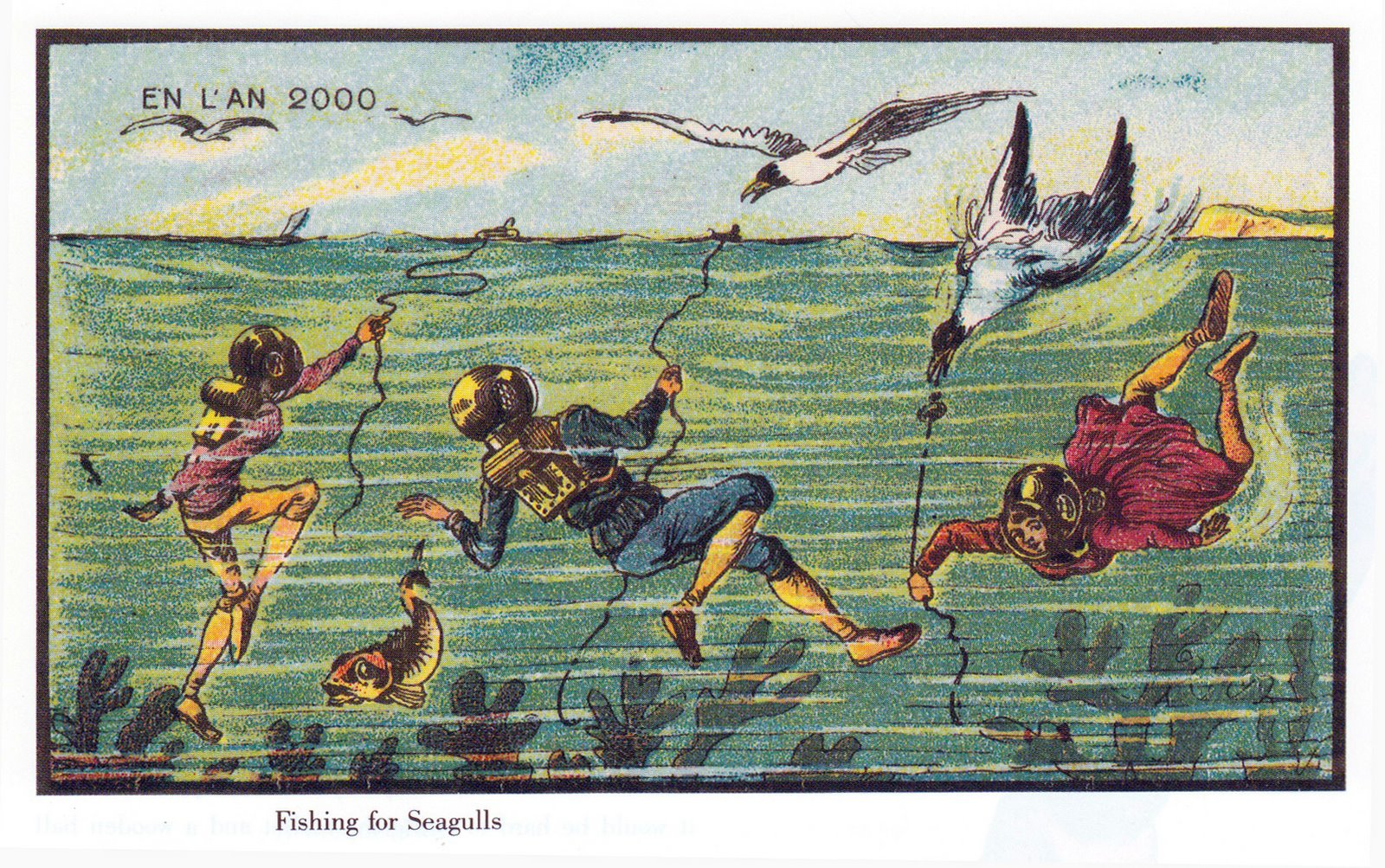
Підводне полювання
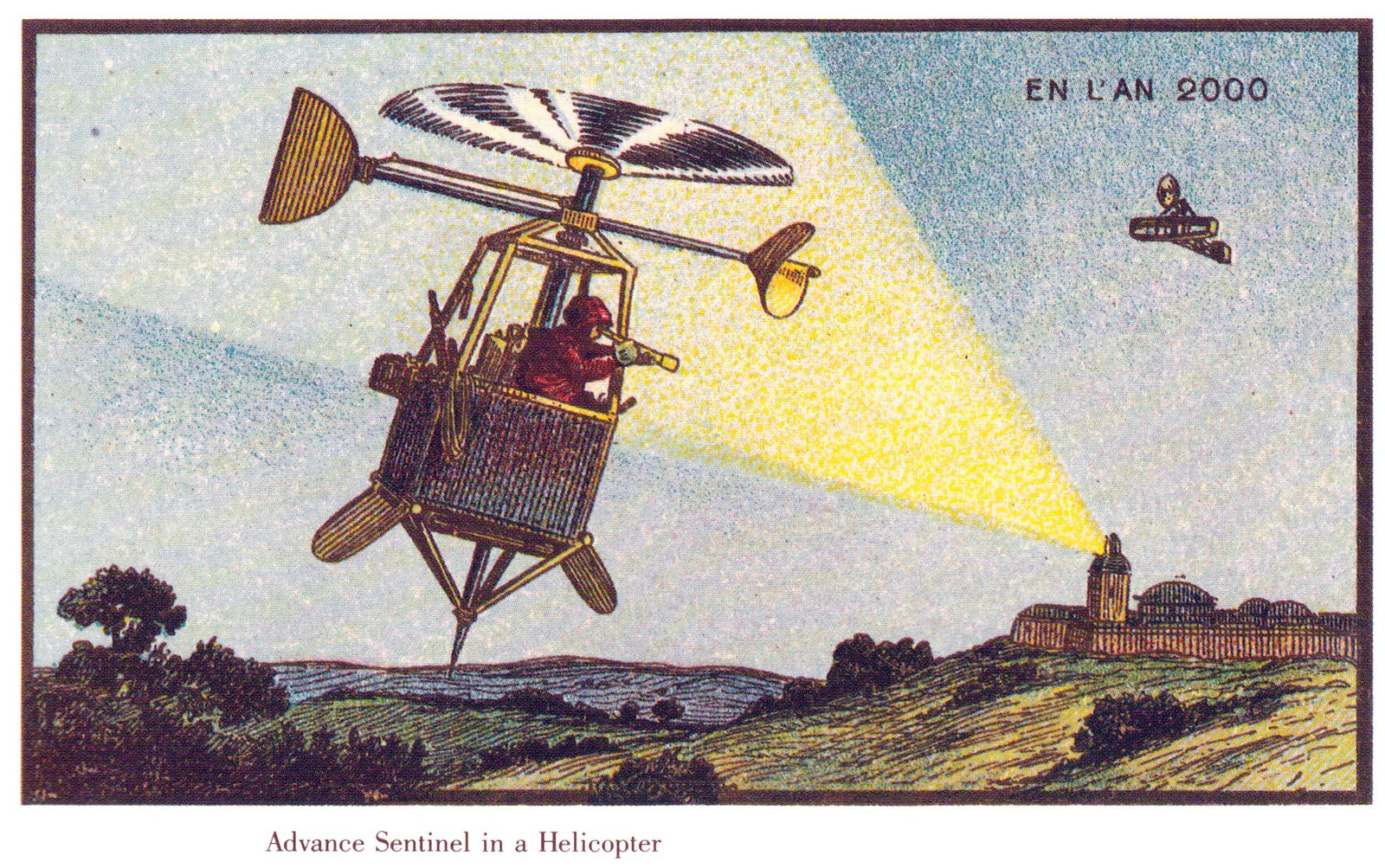
Вертоліт
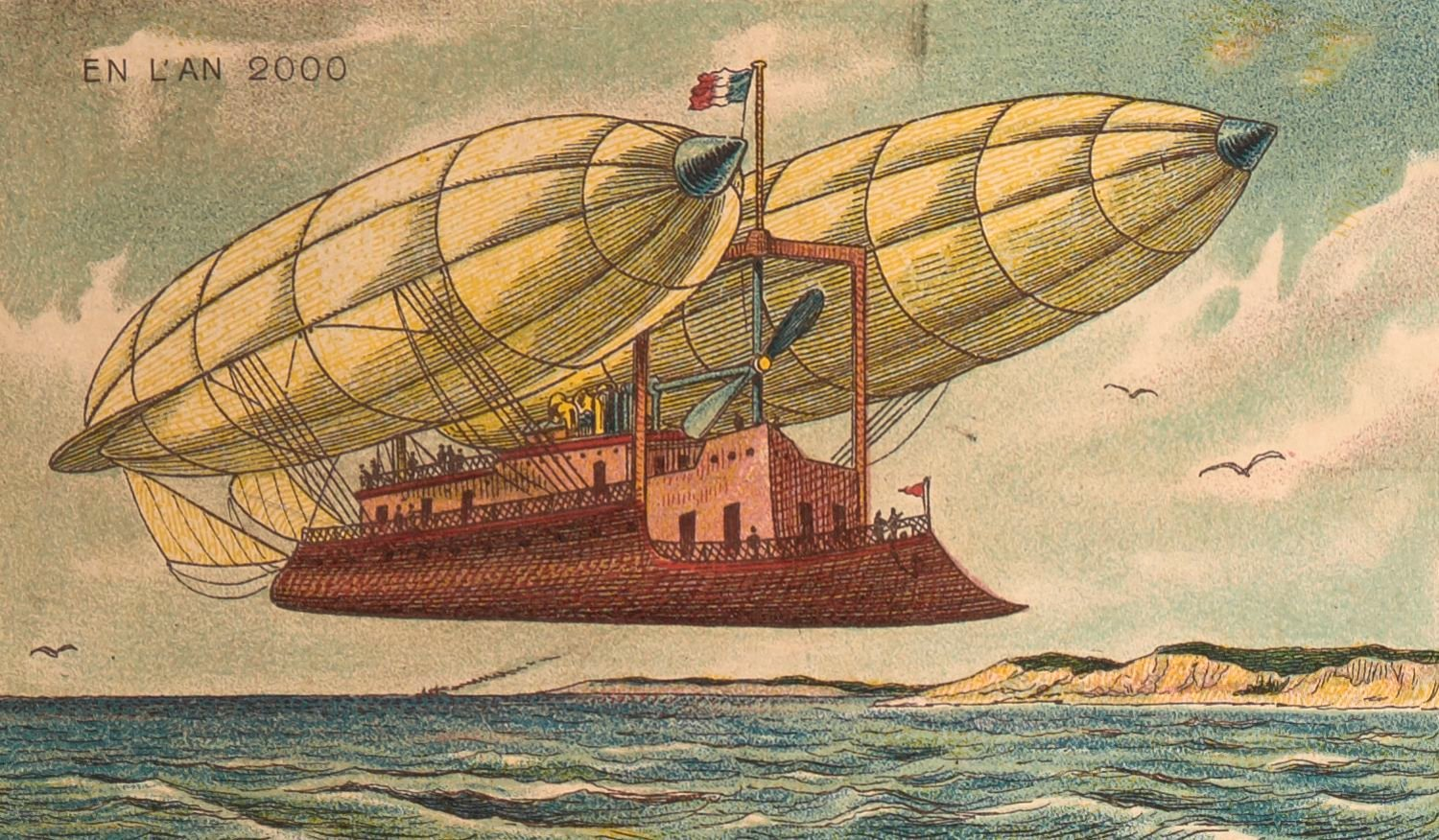
Повітряний корабель
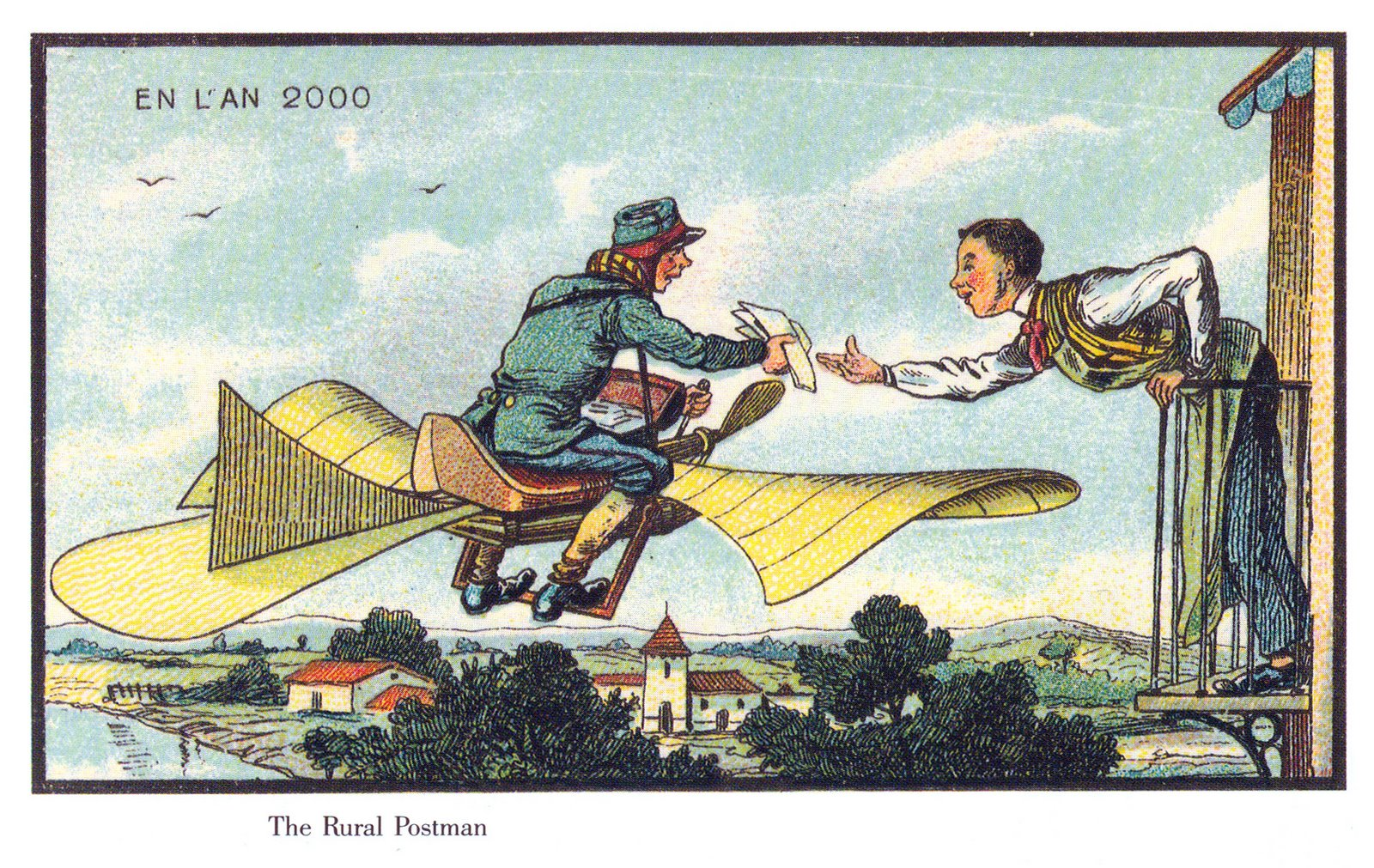
Поштар
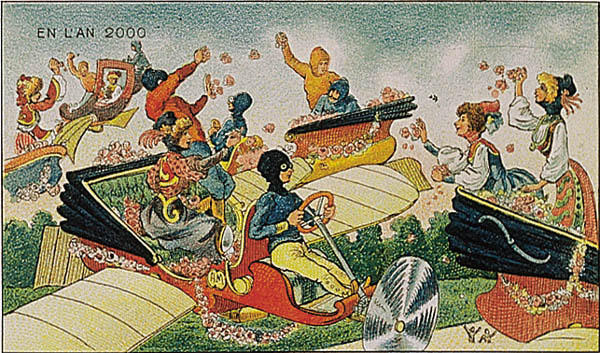
Повітряні квіти
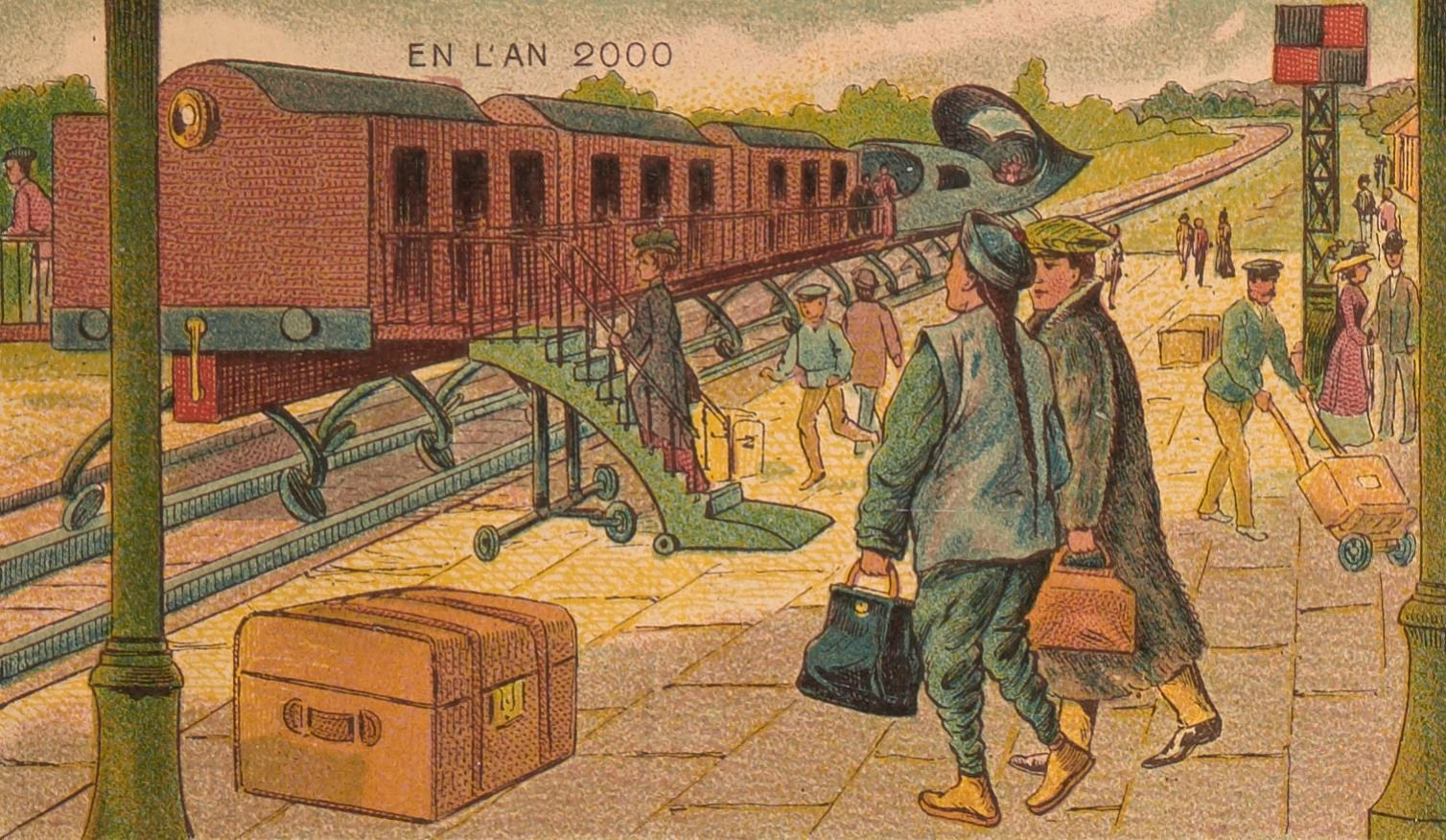
Електропоїзд
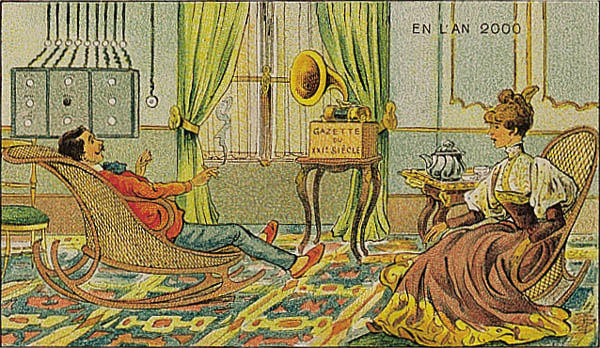
Аудіожурнал
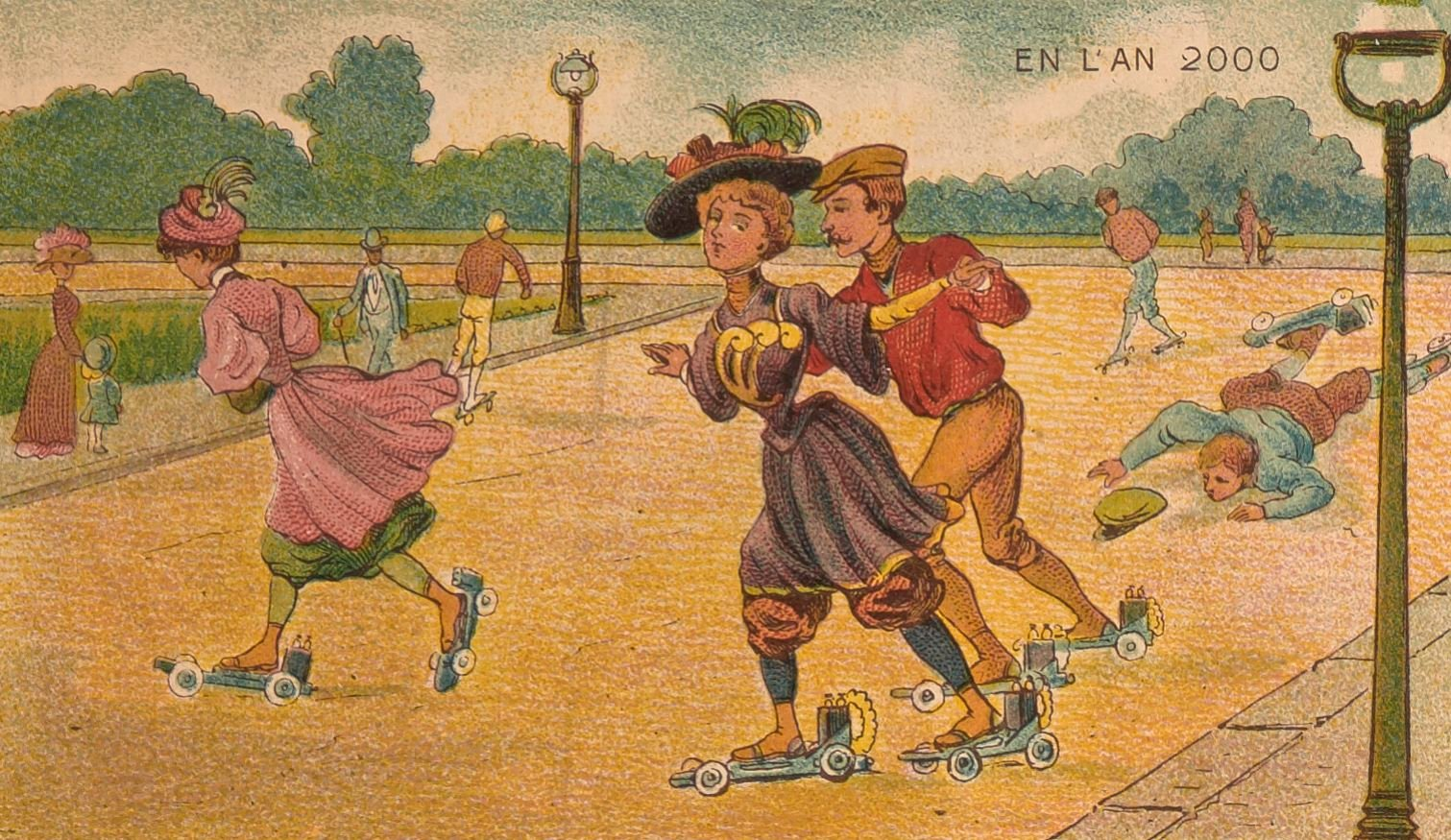
На роликах
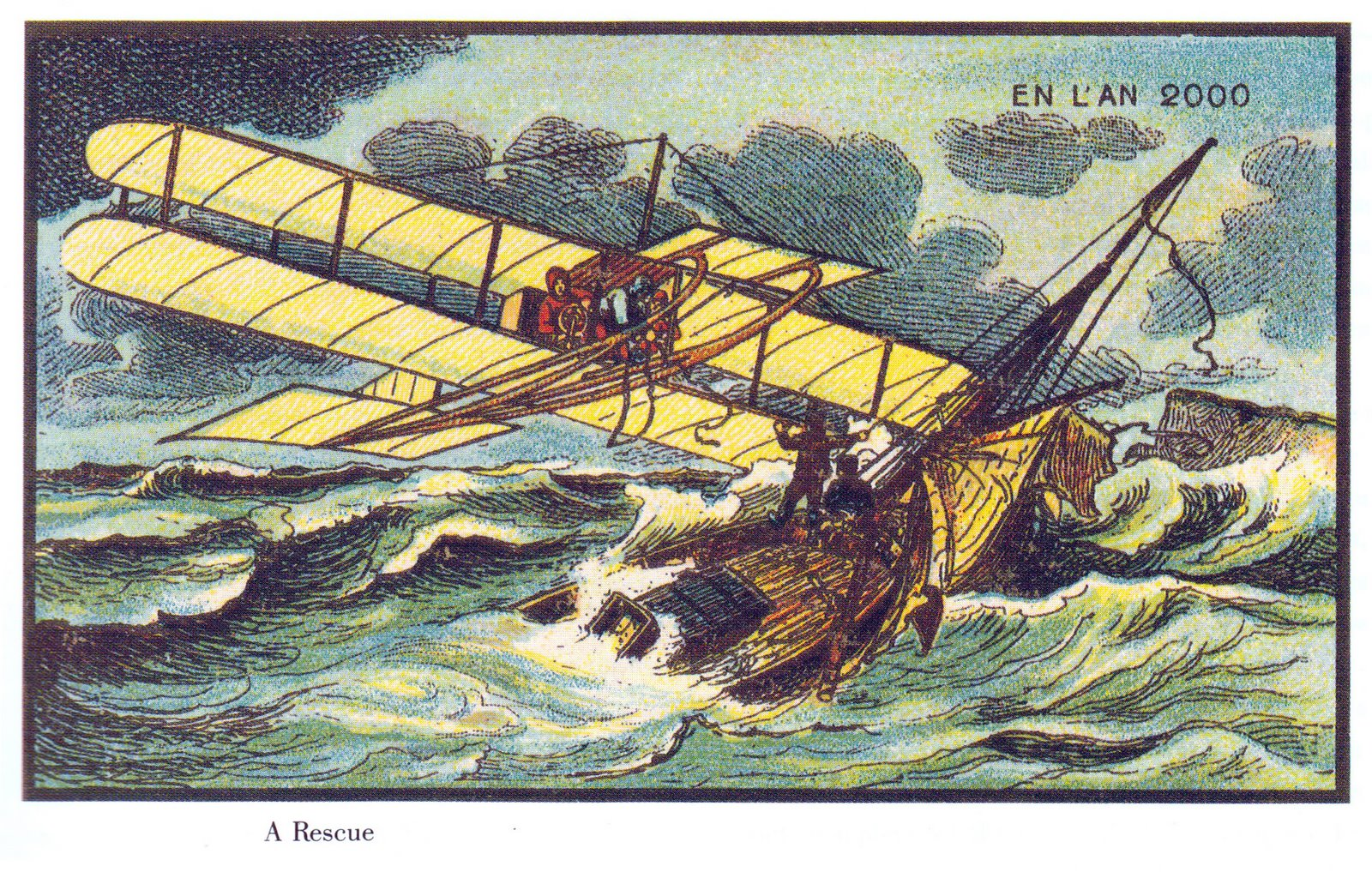
Повітряний порятунок
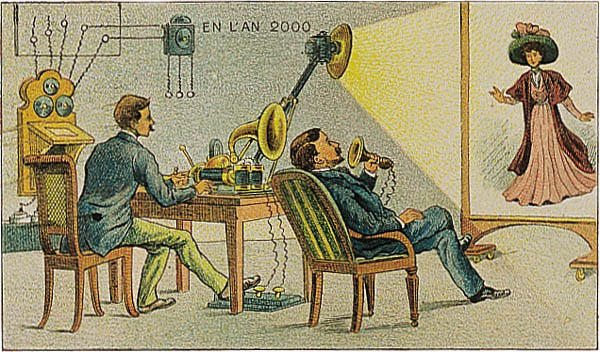
Кінотеатр
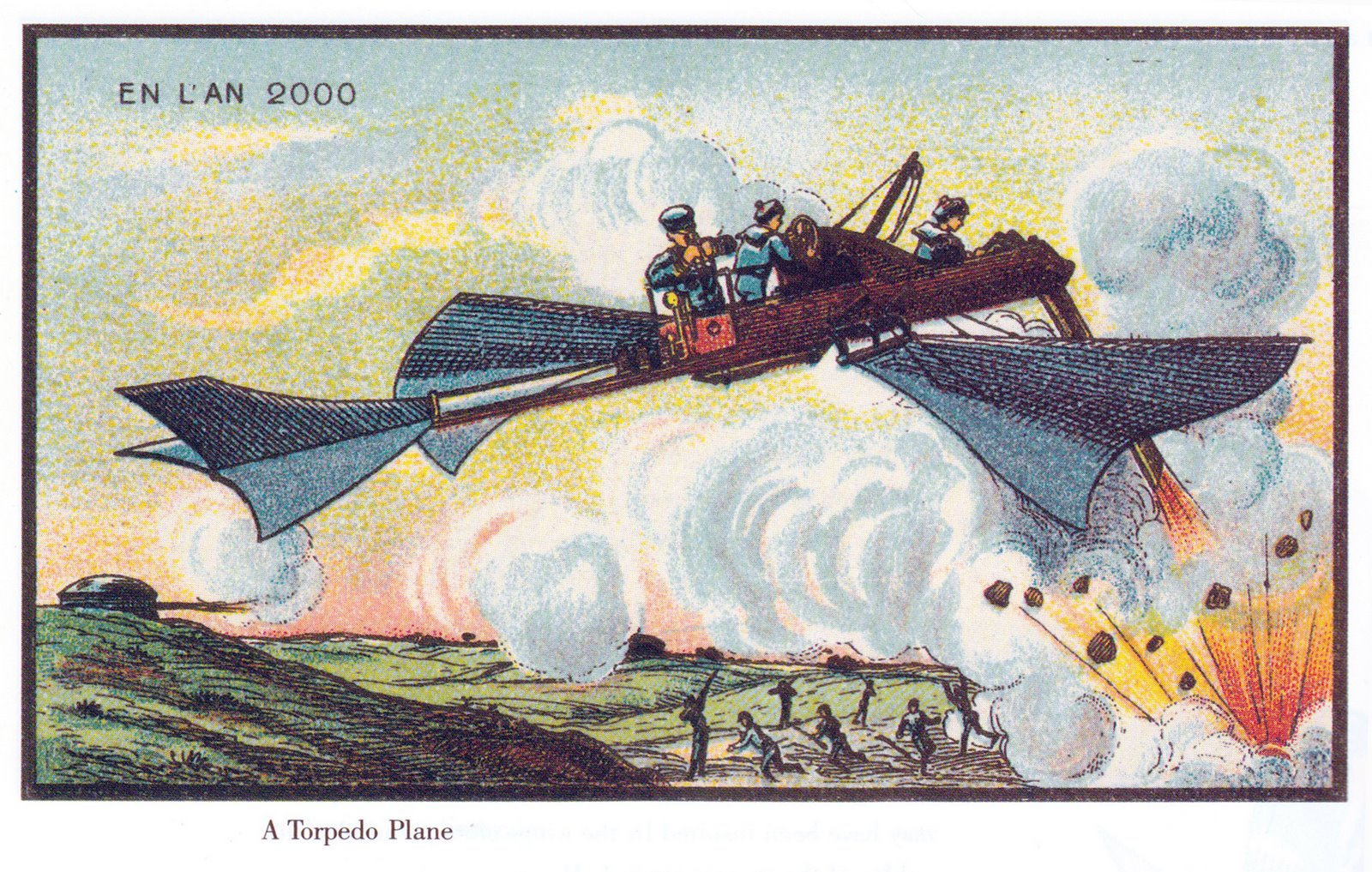
Бойовий літак
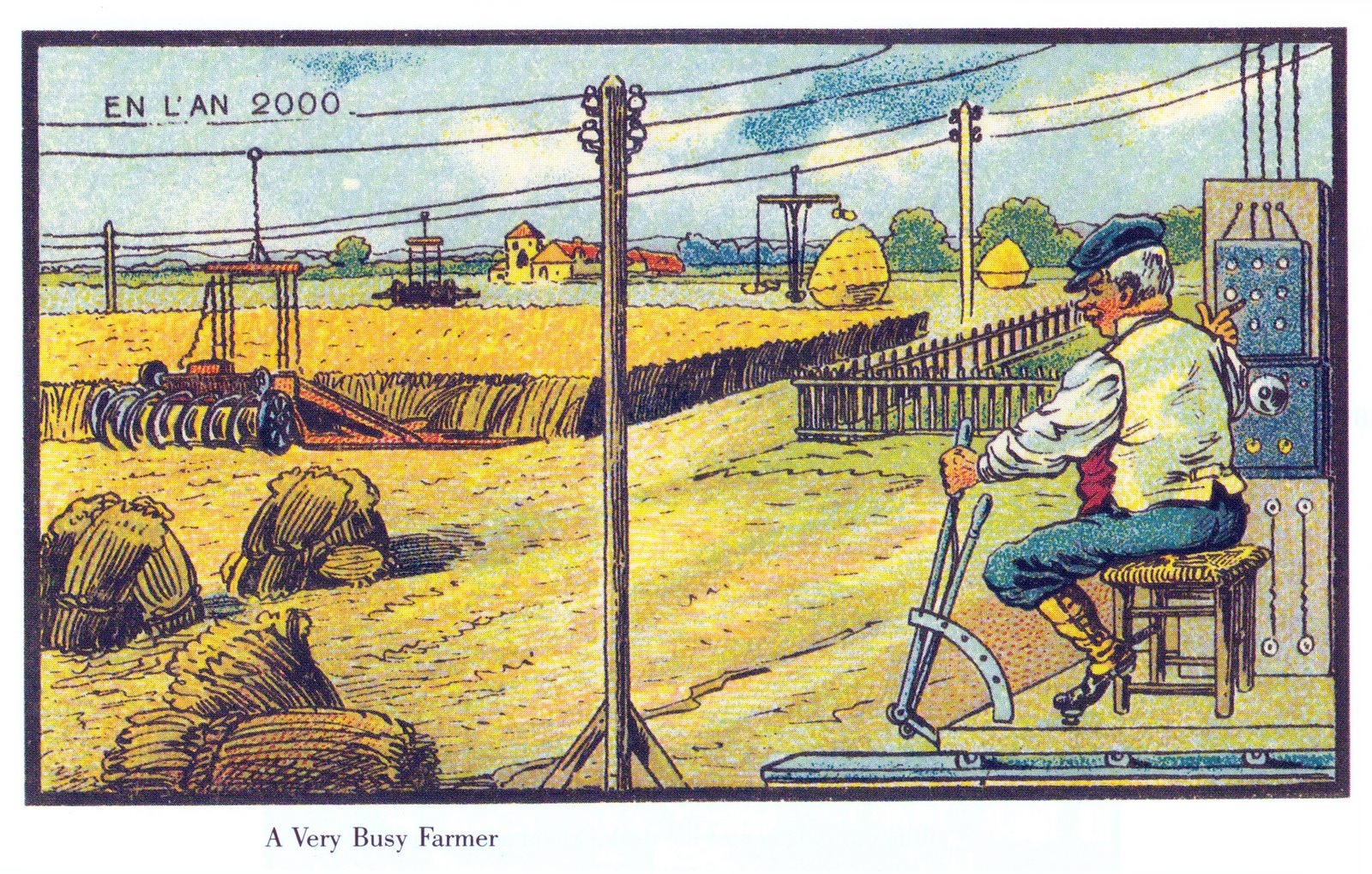
Фермер
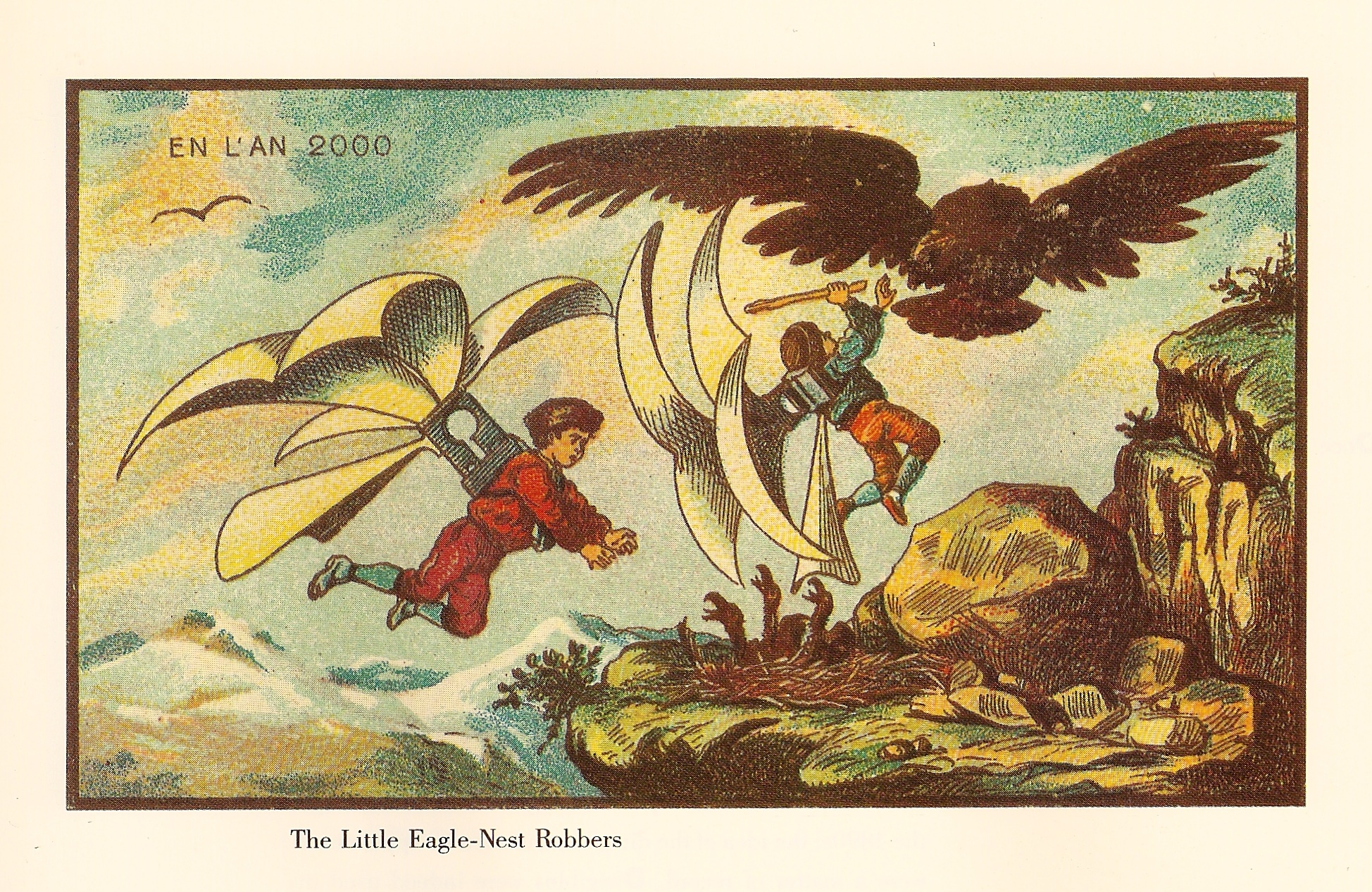
Маленькі бешкетники

.